# Rijeka Dubrovačka
Rijeka Dubrovačka je skupina desetih naselij ob 2,7 km dolgem zalivu pri Dubrovniku.
Rijeka Dubrovačka je potopljena dolina, v kateri se na skrajnem koncu nahaja izvir
močnega kraškega vrelca; v resnici se tu nadaljuje Trebišnjica - največja evropska ponikalnica. Okoli zaliva se nahaja 10 manjših naselij, od katerih so omembe vredni Mokošica na severuzahodni obali zaliva kot največje naselje, Sustjepanin, Rožat in Komolac. Morje v zalivu okoli Rijeke Dubrovačke, ki si ji magistralna cesta Split - Dubrovnik izogne , je zelo primerno za veslaški šport in ribolov. Rijeka Dubrovačka je zaradi svoje slikovitosti, prijetnega podnebja
bujne sredozemskega vegetacije in bližine rečnega izvira, že od 15. stol. privabljala izletnike iz Dubrovnika. Bobatejši meščani so si tu postavili počitniške hiše. Nekarere od njih so se ohranile do danes.

## Zgodovina
Ime Rijeka se v starih listinah prvič omenja leta 1169, še starejše ime za to področje pa je Ombla. V nizu desetih naselij so najstarejši Mokošica, Rožat in Sustjepan. Dubrovčani so pri Komolcu, kjer  izvira reka, zgradi vodno pregrado in nekaj mlinov. Pri gradnji teh vodnih objektov je sodeloval Paskoje Miličević, ki tu zgradil tudi kapelico in rafinerijo bakra.
Nasproti Komolcu stoji  Rožat, naselje z ostanki benediktinskega samostana, postavljenega leta 1123, ki pa je že od 13. stol. opuščen. Na prostoru bivšega samostana danes stoji župnijska cerkev, Na obali pa franšiškanski samostan zgrajen 1393 in obnovljen 1704.
Na južni obali Rijeke Dubrovačke leži naselje Sustjepan. Romanska cerkev sv. Stjepana je bila postavljena v 11. do 12. stoletju. Tu se prične obala vključevati v pristaniško naselje Gruž.
Leta 1438 so pričeli iz Rijeke Dubrovačke proti Dubrovniku graditi vodovod. Dela so končali 1444, ko so na trgu Poljana Paskoja Milićevića postavili Veliki Onofrijev vodnjak.